# Acanaloniidae
Famille
Les Acanaloniidae sont une famille d'insectes hémiptères de la super-famille des Fulgoroidea.

## Description
Le plus souvent verts avec de grandes ailes tenue verticales, le réseau de veines bien visibles, ressemblant à une feuille.

## Liste des genres
Selon GBIF (20 août 2024) :
- Acanalonia Spinola, 1839
- Aylaella Demir & Özdikmen, 2009
- Batusa Melichar, 1901
- Bulldolonia Gnezdilov, 2012
- Chlorochara Stål, 1869
- Notosimus Fennah, 1965
- Philatis Stål, 1862
- Thinea Melichar, 1914

## Systématique
Le nom valide de ce taxon est Acanaloniidae  Amyot & Serville, 1843.